# Virginio
Virginio ist ein männlicher Vorname, der vor allem im Italienischen und im spanischen Sprachraum vergeben wird. Er ist die männliche Entsprechung des weiblichen Vornamens Virginia.

## Namensträger
- Virginio Arias (1855–1941), chilenischer Bildhauer
- Virginio Bertinelli (1901–1973), italienischer Politiker der Sozialistisch-Demokratische Partei Italiens PSDI
- Virginio Domingo Bressanelli (* 1942), argentinischer Ordensgeistlicher und emeritierter römisch-katholischer Bischof von Neuquén in Argentinien
- Virginio Cáceres (* 1962), paraguayischer Fußballspieler
- Virginio Cesarini (1595–1624), italienischer Adliger, Dichter und Freund Galileo Galileis
- Virginio Colombo (1884–1927), italienisch-argentinischer Architekt
- Virginio De Paoli (1938–2009), italienischer Fußballspieler und -trainer
- Virginio Ferrari (* 1952), italienischer Motorradrennfahrer
- Virginio Levati (* 1944), italienischer Radsportler
- Virginio Lunardi (* 1968), italienischer Skispringer
- Virginio Orsini (Herzog) (1572–1615), Herzog von Bracciano
- Virginio Orsini (Kardinal) (1615–1676), italienischer Kardinal
- Virginio Pizzali (1934–2021), italienischer Bahnradsportler
- Virginio Rognoni (1924–2022), italienischer Rechtsanwalt und Politiker der Democrazia Cristiana (DC)
- Virginio Rosetta (1902–1975), italienischer Fußballspieler und -trainer
- Virginio Simonelli (* 1985), italienischer Popsänger und Songwriter
- Virginio Vespignani (1808–1882), italienischer Architekt

Zwischenname
- Pier Virginio Aimone Braida (* 1948), Schweizer Kirchenrechtler